# Svinalängorna
Svinalängorna é um filme de drama sueco de 2010 dirigido e escrito por Pernilla August. Foi selecionado como representante da Suécia à edição do Oscar 2011, organizada pela Academia de Artes e Ciências Cinematográficas.

## Elenco
- Noomi Rapace - Leena
- Ola Rapace - Johan
- Tehilla Blad - Leena (jovem)
- Outi Mäenpää - Aili
- Ville Virtanen - Kimmo
- Rasmus Troedsson - Sten
- Alpha Blad - Marja
- Junior Blad - Sakari
- Selma Cuba - Flisan